# Cloughmoyne SAC
Cloughmoyne SAC este o arie protejată (arie specială de conservare — SAC, sit de importanță comunitară — SCI) din Irlanda întinsă pe o suprafață de 96,72 ha, integral pe uscat.

## Localizare
Centrul sitului Cloughmoyne SAC este situat la coordonatele 53°29′28″N 9°10′23″W / 53.491152°N 9.172956°V.

## Înființare
Situl Cloughmoyne SAC a fost declarat sit de importanță comunitară în noiembrie 1997 pentru a proteja un număr necunoscut de specii din flora spontană și fauna sălbatică aflate în arealul zonei. Situl a fost protejat și ca arie specială de conservare în mai 2017.

## Biodiversitate
Situată în ecoregiunea atlantică, aria protejată conține 1 habitat natural: Lespezi calcaroase.
La baza desemnării sitului se află un număr nedeclarat de specii protejate.
Pe lângă speciile protejate, pe teritoriul sitului au mai fost identificate 2 specii de plante, 2 specii de amfibieni.